# Jan Kiliński

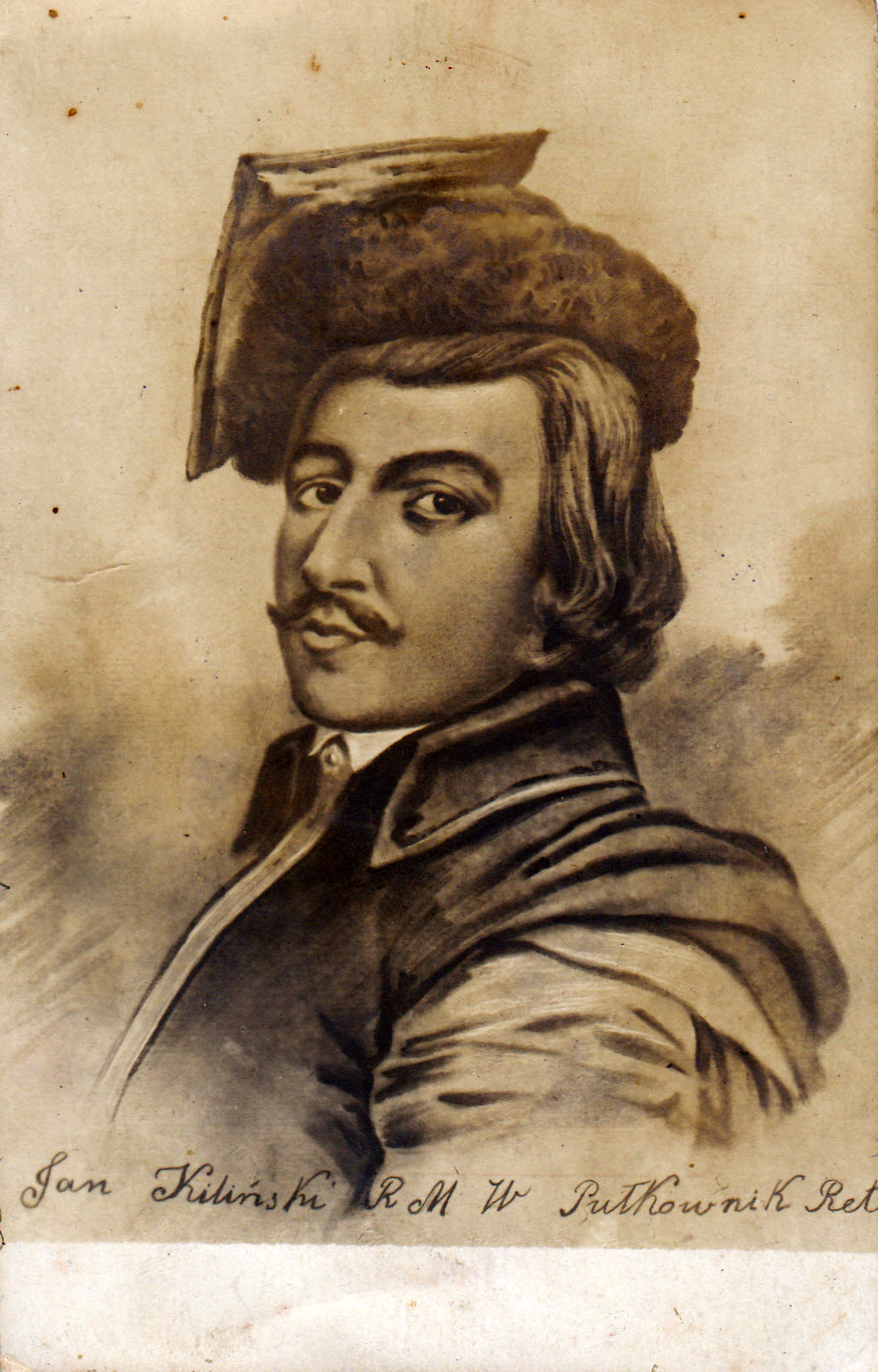
Jan Kiliński. Pocztówka z 1919 roku.

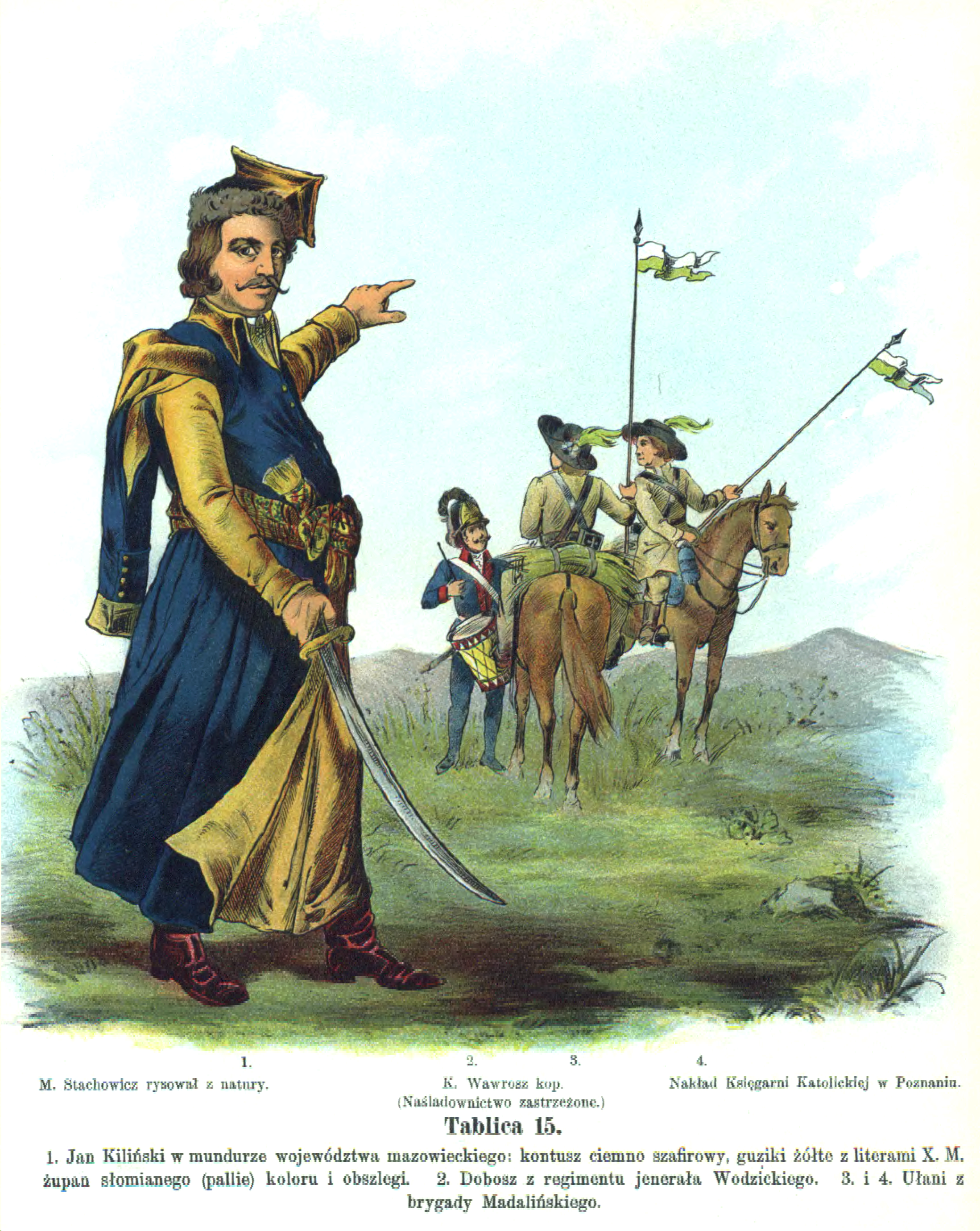
Jan Kiliński w mundurze wojewódzkim województwa mazowieckiego

Jan Kiliński (ur. 1760 w Trzemesznie, zm. 28 stycznia 1819 w Warszawie) – pułkownik powstania kościuszkowskiego, uczestnik spisków powstańczych, należał do Rady Miasta Warszawy od roku 1791, pamiętnikarz. Z zawodu był szewcem.

## Życiorys
Jan Kiliński urodził się w 1760 roku, w Trzemesznie w Wielkopolsce, w rodzinie Augustyna, majstra murarskiego, i Marcjanny. Do Warszawy przybył w roku 1780 i osiem lat później uzyskał tytuł mistrza szewskiego. W tym samym roku, kilka miesięcy później poślubił Mariannę Rucińską. W latach 1792–1793 został wybrany radnym Warszawy. Był członkiem Związku Rewolucyjnego.
W dniach 17 (Wielki Czwartek) i 18 kwietnia 1794, w czasie insurekcji warszawskiej stanął na czele ludu. Po 2 dniach walk z silnym garnizonem rosyjskim, dowodzonym przez Osipa Igelströma, oswobodzono stolicę. 19 kwietnia insurekcja przyłączyła się do powstania kościuszkowskiego i uznała Kościuszkę za Najwyższego Naczelnika Siły Zbrojnej Narodowej. Władzę przejęła Rada Zastępcza Tymczasowa, w skład której wszedł także Kiliński. Pełnił w niej funkcję radcy w Wydziale Skarbowym, Deputacji Indagnacyjnej i Paszportowej. Wkrótce został zastępcą radcy Rady Najwyższej Narodowej. 28 czerwca 1794 roku Kiliński wysłał oddziały z Warszawy na front. 2 lipca 1794 został mianowany przez Kościuszkę pułkownikiem milicji mazowieckiej. Zorganizował 20 Regiment Pieszy Koronny, który bronił Warszawy przed oddziałami pruskimi. Pod koniec powstania (październik 1794) wysłany do Poznania, gdzie został pojmany przez Prusaków i wydany Rosjanom.
Po wyjściu z więzienia w twierdzy Pietropawłowskiej w Petersburgu (3 grudnia 1796), zamieszkał z rodziną w Wilnie, gdzie brał udział w konspiracji (tzw. spisek o. Faustyna Ciecierskiego), za co został ponownie pojmany przez Rosjan i wywieziony w głąb Rosji. Po powrocie z niewoli (około roku 1798) prowadził warsztat szewski, nie angażując się w życie publiczne. Wyjątkiem było objęcie funkcji radnego Warszawy w okresie Księstwa Warszawskiego.
W roku 1811 poślubił Anastazję Jasińską. Był 2-krotnie internowany, podczas okupacji austriackiej (1809) i rosyjskiej (1813). W Królestwie Polskim uzyskał emeryturę wojskową (pułkownikowską). Pisał pamiętniki (wydane pośmiertnie w 2 tomach – w latach: 1830 lub 1831 oraz 1899). Zmarł 28 stycznia roku 1819. Został pochowany pod kościołem na warszawskich Powązkach, lecz jego grób został zniszczony w czasie przebudowy kościoła.

## Twórczość
Pamiętniki:
- Nieszczęśliwy i smutny dla mnie przypadek dostania się w niewolę pruską r. 1794, wyd. (bez tytułu) T. Działyński, (Brzeg 1828, wyd. niepełne); wyd. następne pełne: Kilińskiego Jana, szewca, a zarazem pułkownika 20 regimentu piechoty, pamiętniki, z autografu wyd. K. W. Wójcicki, Warszawa 1830 (1831); pt. Historia..., Poznań 1850; pt. Pamiętniki..., Poznań 1860 Pamiętniki z XVIII W. nr 1; Paryż (1868) Biblioteka Ludowa Polska nr 55; Lwów (1881); Poznań 1882; Lwów 1894; Warszawa 1907; Warszawa 1918 Skarbiec Polski; według wyd. K. W. Wójcickiego, wyd. S. Herbst pt. Pierwszy pamiętnik w: Pamiętniki, Warszawa 1958 Biblioteka Pamiętników Polskich i Obcych; rękopis: Biblioteka Polska w Paryżu (wersja nieco bogatsza, obszerniejsza od drukowanej); przekł. rosyjski: Russkaja starina 1895
- Drugi pamiętnik, nieznany, o czasach Stanisława Augusta, powst. około roku 1818, fragmenty wyd. J. I. Kraszewski Rocznik Towarzystwa Historyczno-Literackiego w Paryżu. Rok 1867, Paryż 1868; całość wyd. z rękopisu A. Kraushar, Kraków 1899; wyd. następne: Kraków 1900; Kraków 1906; z autografu wyd. S. Herbst, pt. Drugi pamiętnik w: Pamiętniki, jak wyżej poz. 1; autograf: Biblioteka Narodowa (BOZ) cim. 80b; tu także kopia z roku 1868 cim. 80a.

Listy i materiały:
- Do T. Kościuszki i gen. A. Gorzeńskiego z roku 1794, fragm. przytoczył autor w tekście: Drugi pamiętnik..., jak wyżej Pamiętniki poz. 2
- Inkwizycje... z rewolucji warszawskiej, dokument z 12 lutego 1795, Petersburg, wyd. J. I. Kraszewski, jak wyżej Pamiętniki poz. 2; przedr. S. Herbst, jak wyżej Pamiętniki poz. 1; tekst rosyjski: Cztienija w Moskowskom obszczestwie istorii i driewnostjej 1867
- Własnoręczny życiorys, powst. 1809, wyd. S. Herbst, jak wyżej Pamiętniki poz. 1
- Testament z roku 1818, wyd. K. W. Wójcicki: Cmentarz Powązkowski pod Warszawą t. 3, Warszawa 1858, s. XII; fragmenty przedr. J. W. Gomulicki Nowe Książki 1958, nr 18.

## Upamiętnienie
Najwyższe polskie odznaczenie rzemieślnicze nosi nazwę „Szabla Kilińskiego”. Imieniem Jana Kilińskiego nazwano statek MS Kiliński.
W 1974 został wybity medal upamiętniający Jana Kilińskiego, zaprojektowany przez Józefa Markiewicza.
Jednostki Wojska Polskiego, które nosiły imię Jana Kilińskiego:
- 205 ochotniczy pułk piechoty
- 4 Pomorska Dywizja Piechoty
- 4 Pomorska Dywizja Zmechanizowana[2]
- 4 Lubuska Dywizja Zmechanizowana
- Warszawska Brygada Obrony Terytorialnej
- Pułk Obrony Terytorialnej miasta stołecznego Warszawy
- Batalion Armii Krajowej Kiliński
- Oddział Gwardii Ludowej wymordowany 9 sierpnia 1943 roku przez Narodowe Siły Zbrojne

Jan Kiliński jest patronem wielu szkół w Polsce:
- Powiatowego Zespołu nr 8 Szkół Zawodowych i Ogólnokształcących w Chełmku
- Zespołu Szkół Ponadgimnazjalnych nr 4 w Gnieźnie
- Zespołu Szkół nr 1 w Kłobucku
- Zespołu Szkół w Krapkowicach
- Szkoły Podstawowej nr 2 w Krośnie Odrzańskim
- Zespołu Szkół Ponadgimnazjalnych nr 21 w Łodzi
- Zespołu Szkół Ogólnokształcących w Mogielnicy
- Szkoły Podstawowej nr 2 w Oleśnicy – patronem został 18 maja 1977 roku
- Zespołu Szkół Zawodowych nr 1 w Pabianicach
- Zespołu Szkół Zawodowych w Radomiu – od 1927 roku
- Zespołu Szkół Mechaniczno-Elektrycznych w Sosnowcu
- Szkoły Podstawowej nr 1 w Trzemesznie
- Szkoły Podstawowej w Tyszowcach
- Zespołu Szkół nr 31 w Warszawie
- Szkoły Podstawowej nr 158 w Warszawie
- ZSZ nr 5 we Wrocławiu
- Zakładu Doskonalenia Zawodowego w Zamościu
- Zespołu Szkół Ponadgimnazjalnych w Zdunach
- Zespołu Szkół Technicznych i Licealnych nr 2 w Grodzisku Mazowieckim

Jest on także patronem drużyn harcerskich:
- 3 Płocka Drużyna Harcerzy „Pneuma” im. płk. Jana Kilińskiego z Płockiego Hufca Harcerzy ZHR
- 264 Warszawska Drużyna Harcerska „Żagiew”
- 3 Pabianicka Drużyna Harcerek im. płk. Jana Kilińskiego „Bordowo-Czarna Trójka”
- 3 Pabianicka Drużyna Harcerzy im. płk. Jana Kilińskiego „Czarna Trójka”

W 1986 roku Marian Kubera wyreżyserował film biograficzny pt. „Jan Kiliński”, a cztery lata później zrealizował film telewizyjny pod tym samym tytułem, w którym w postać głównego bohatera wcielił się Adam Ferency.

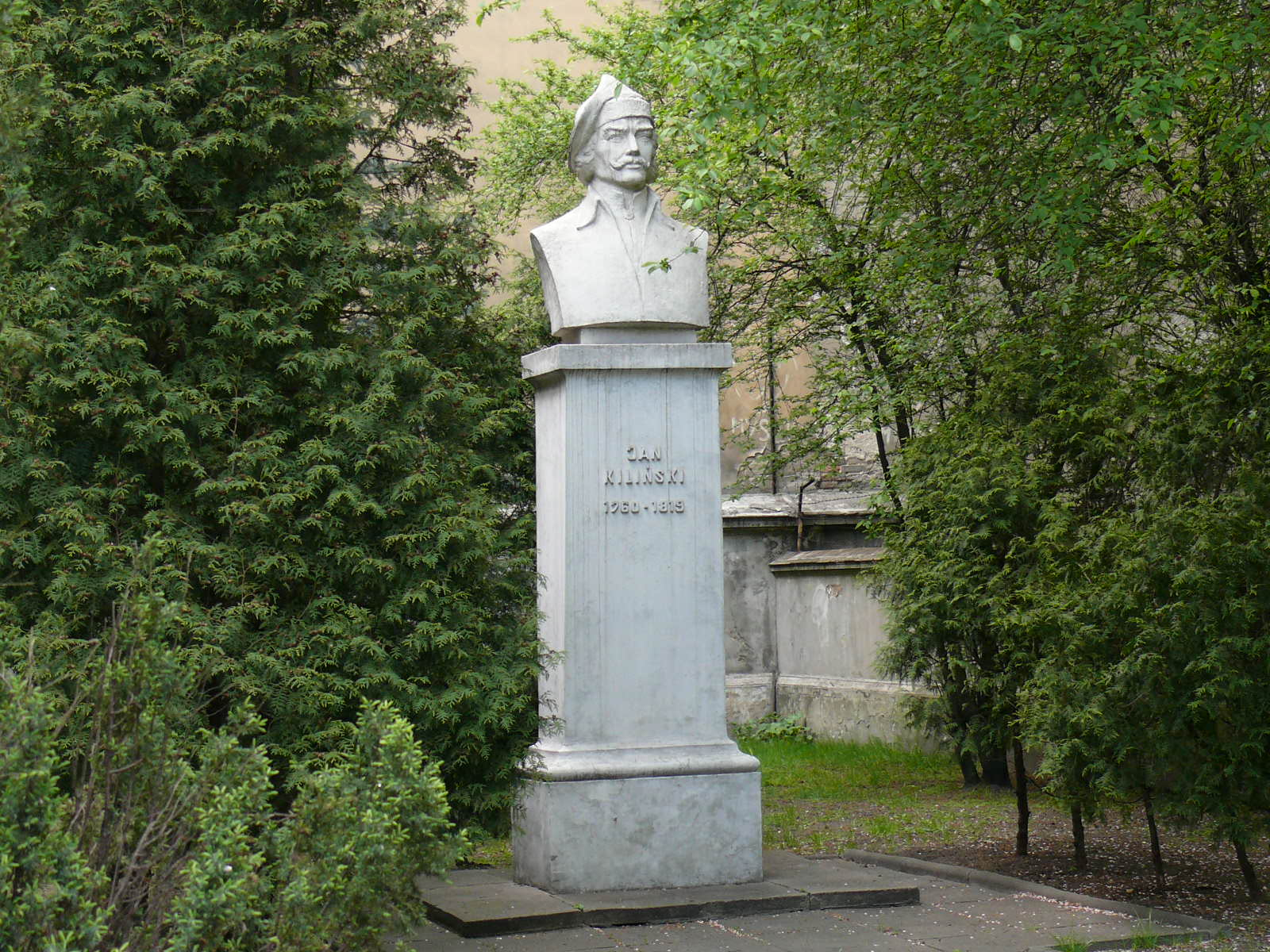
Pomnik Jana Kilińskiego w Łodzi
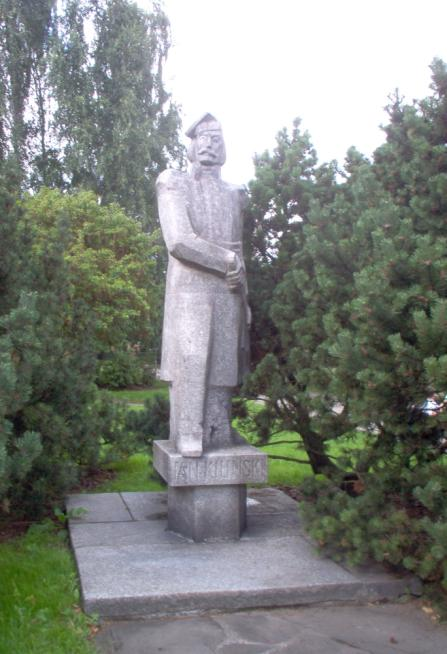
Pomnik Jana Kilińskiego w Słupsku
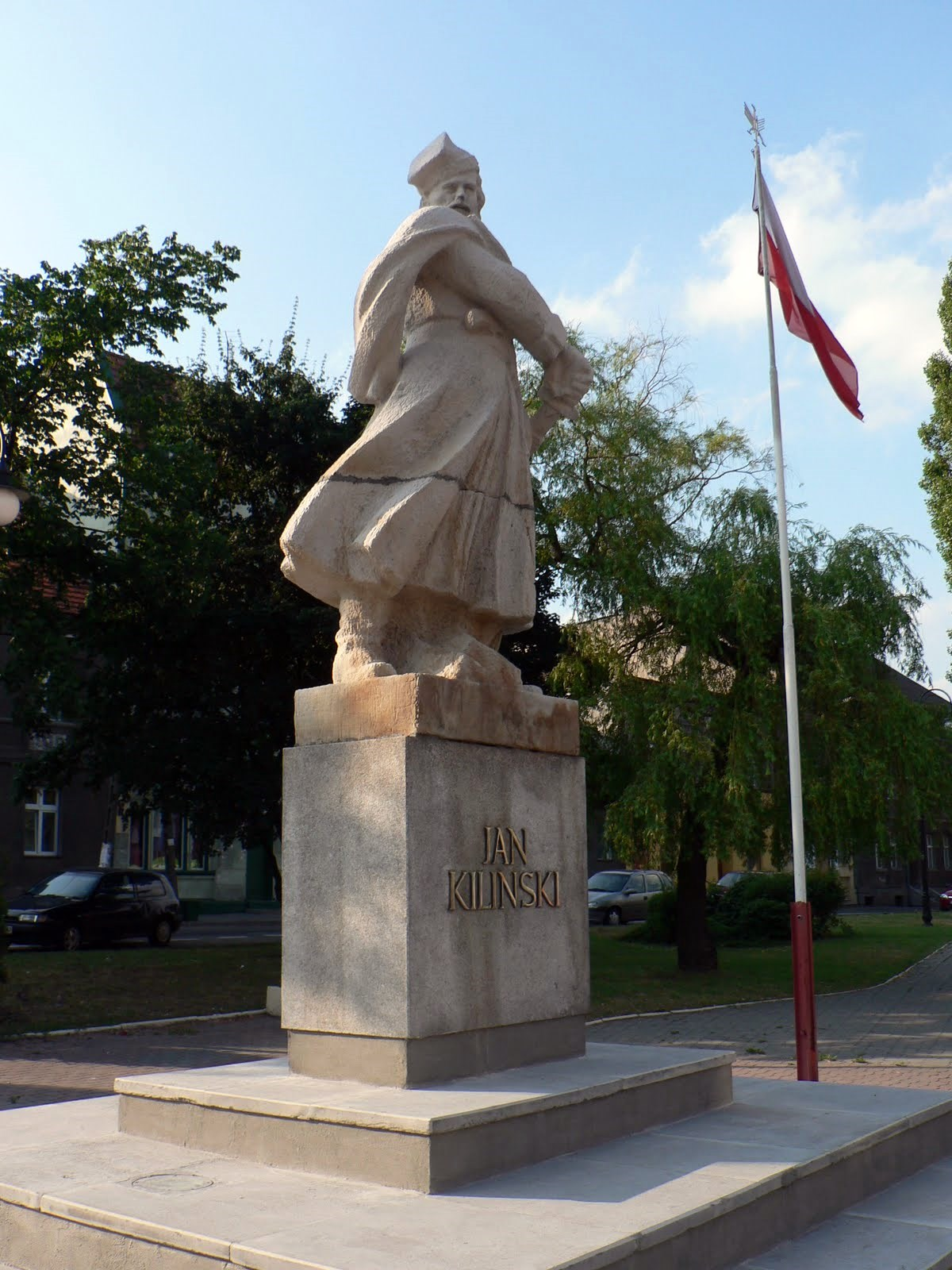
Pomnik Jana Kilińskiego w Trzemesznie
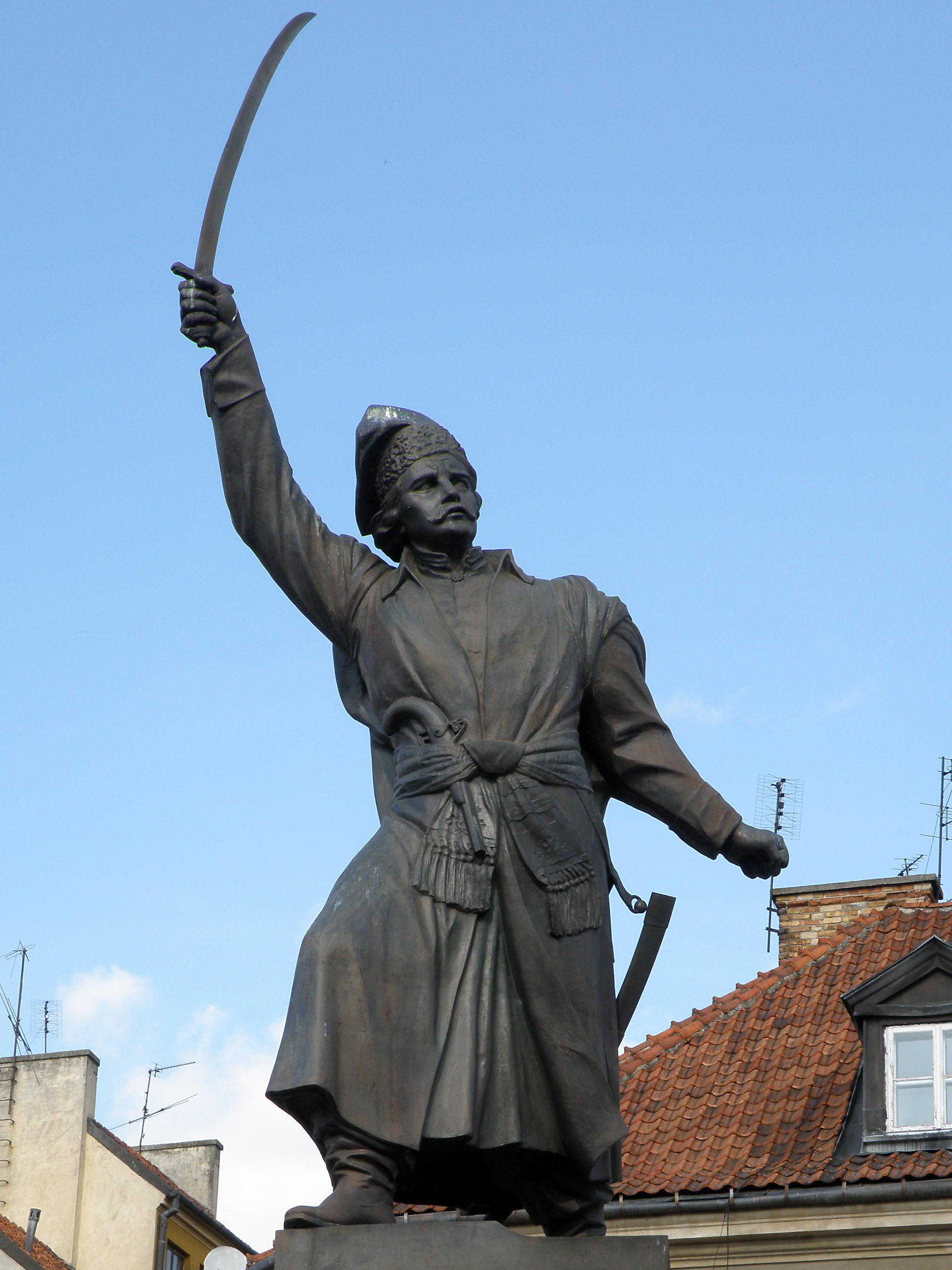
Pomnik Jana Kilińskiego w Warszawie
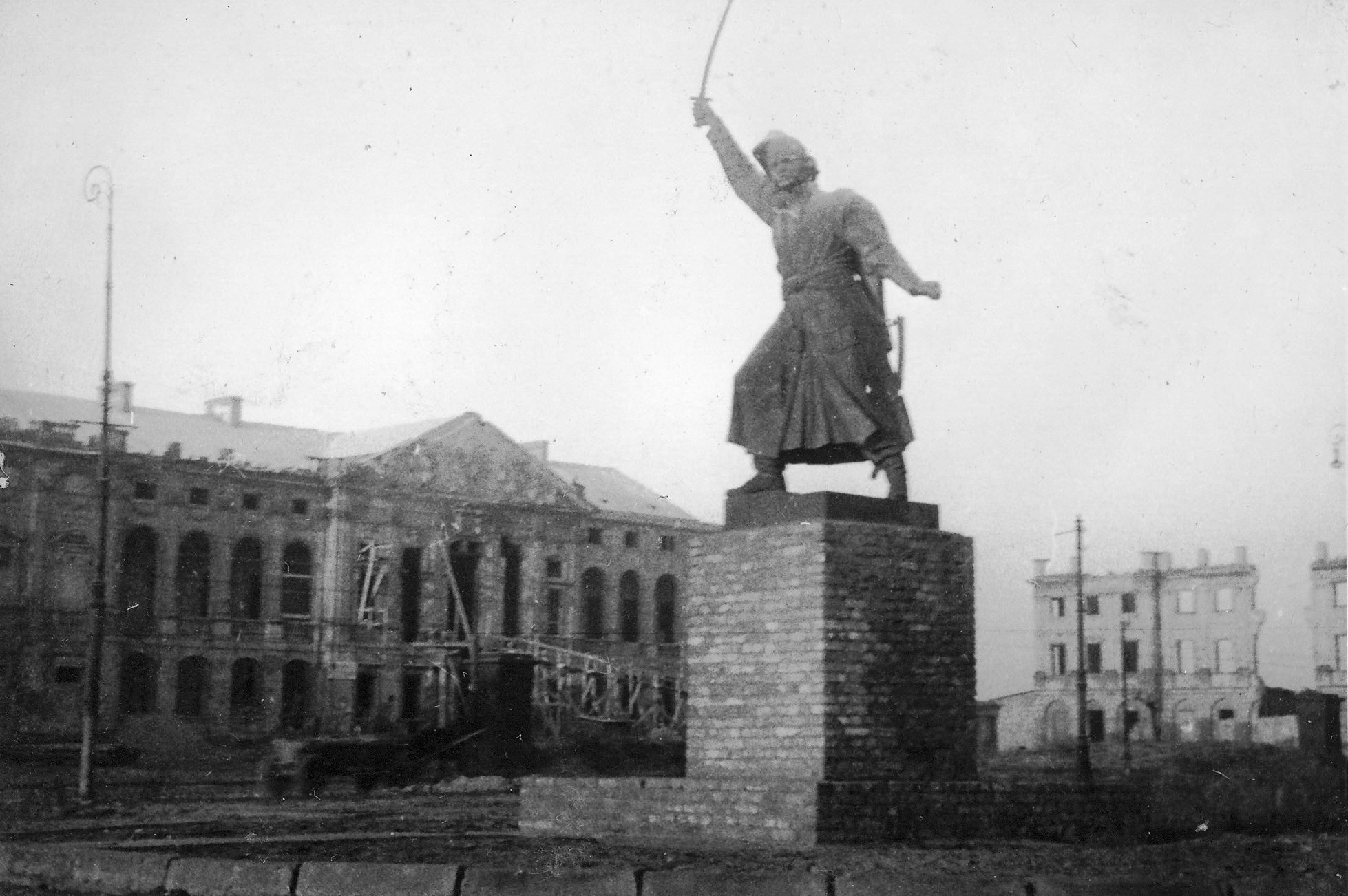
W Warszawie (pierwotna lokalizacja)
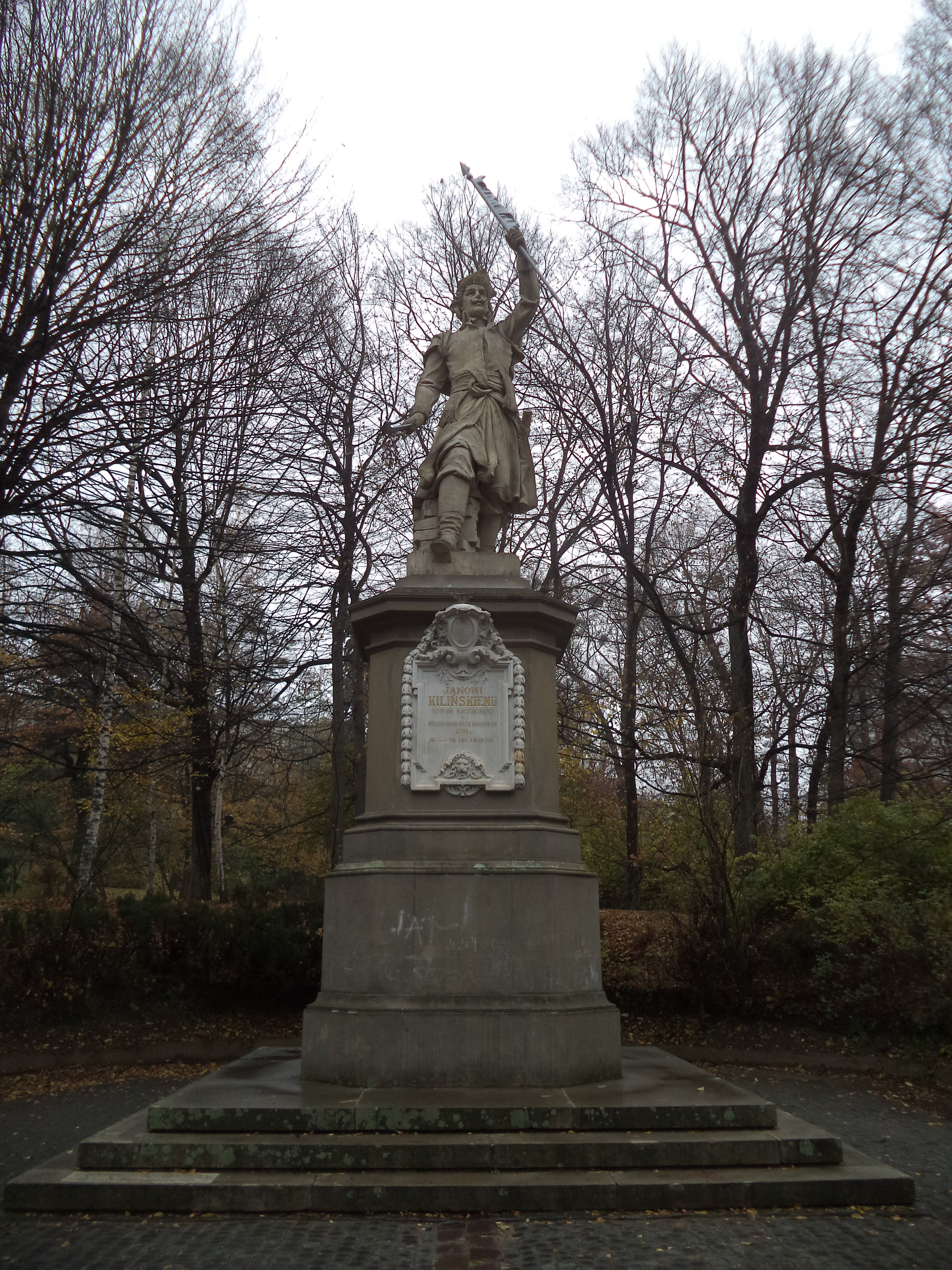
Pomnik Jana Kilińskiego we Lwowie
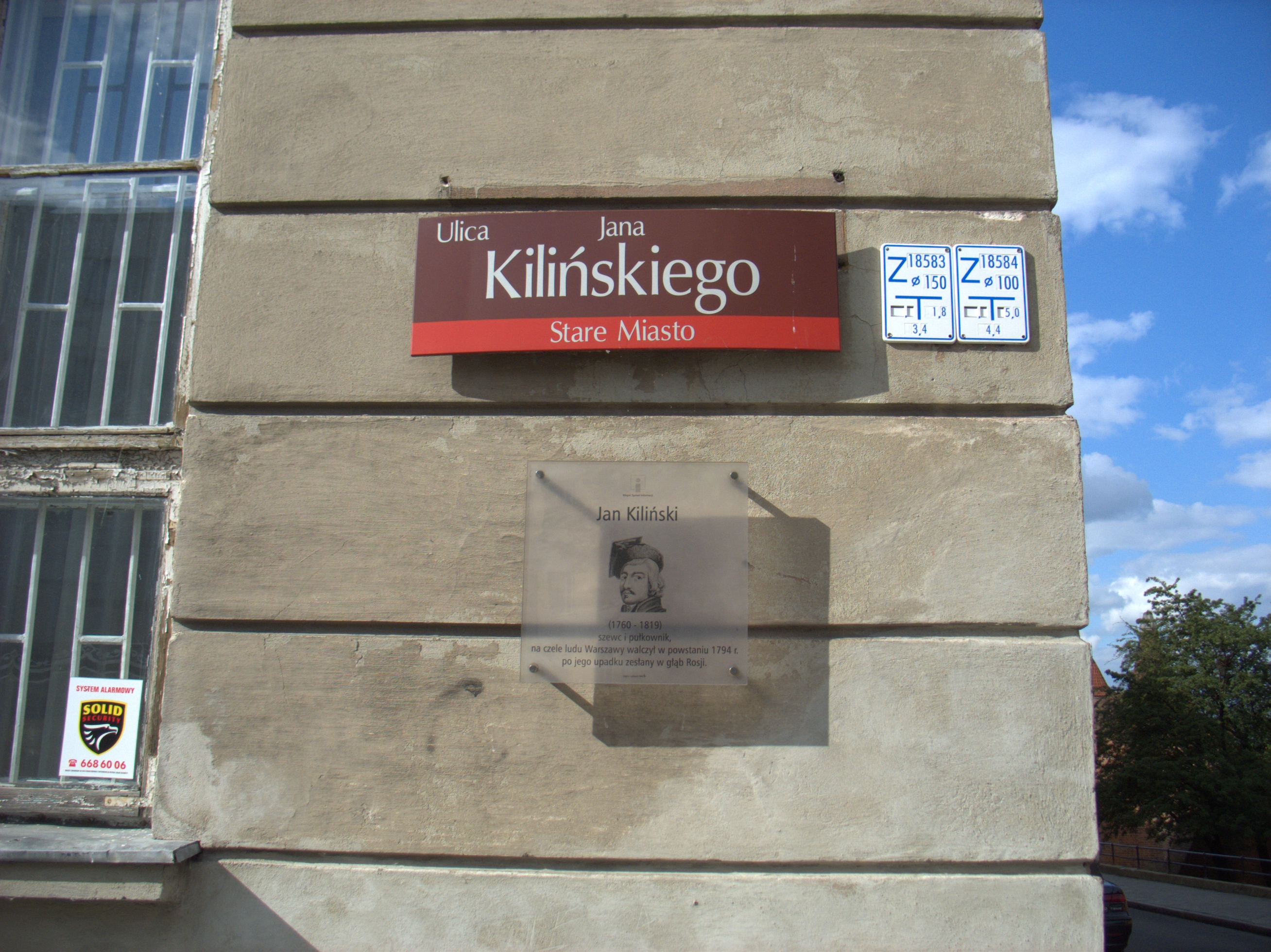
Ulica Jana Kilińskiego w Warszawie
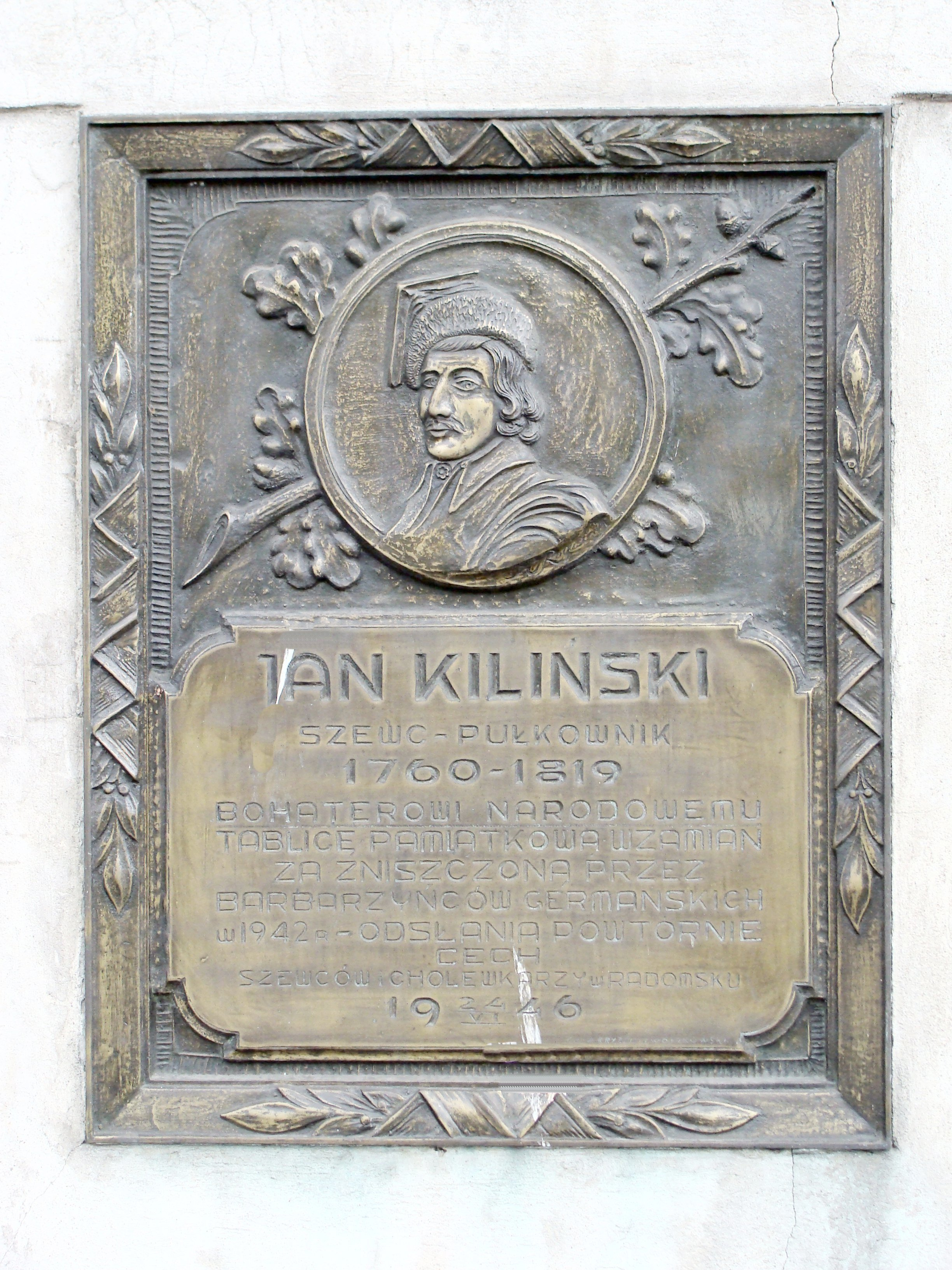
Tablica pamiątkowa w Radomsku
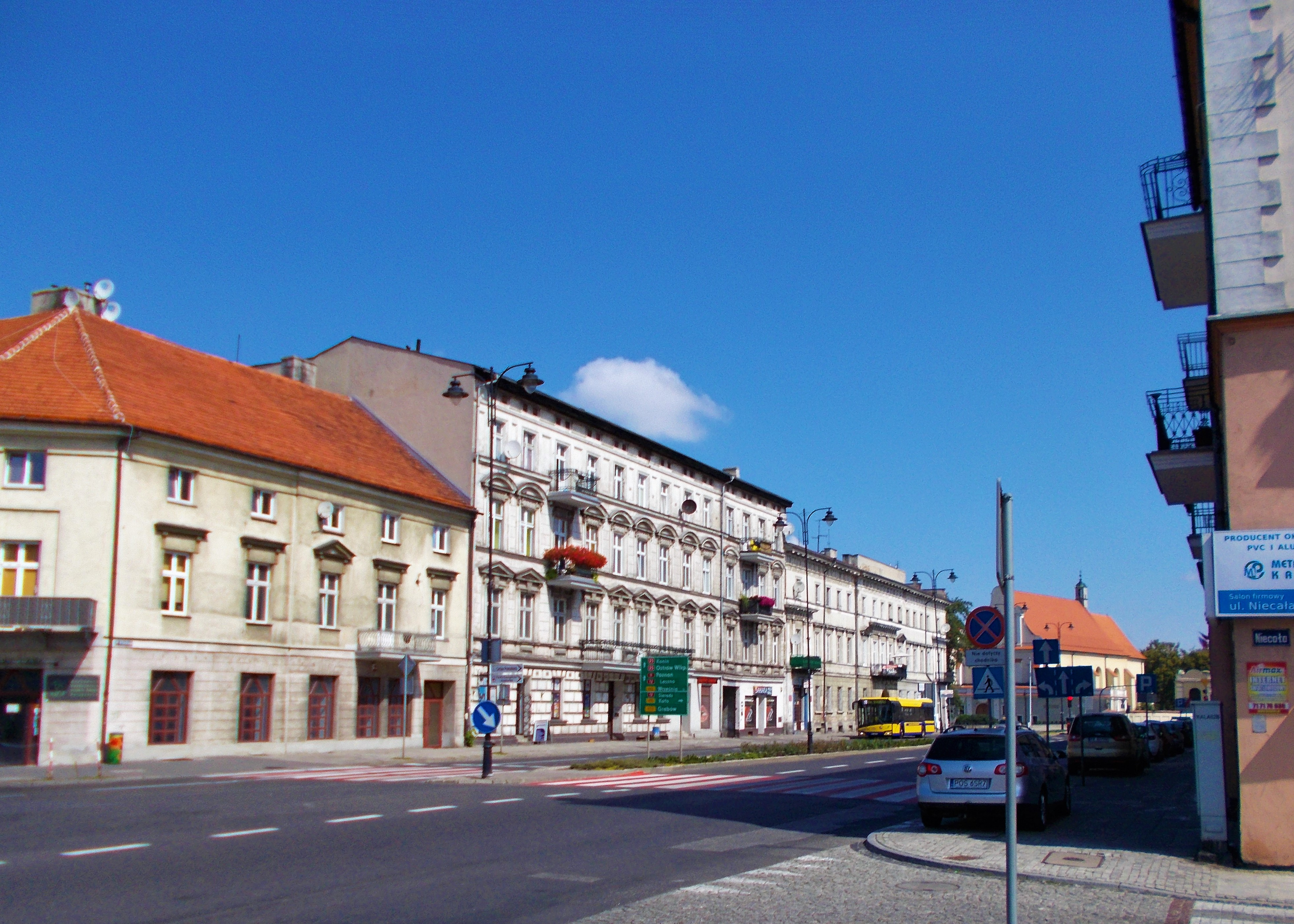
Plac Kilińskiego w Kaliszu
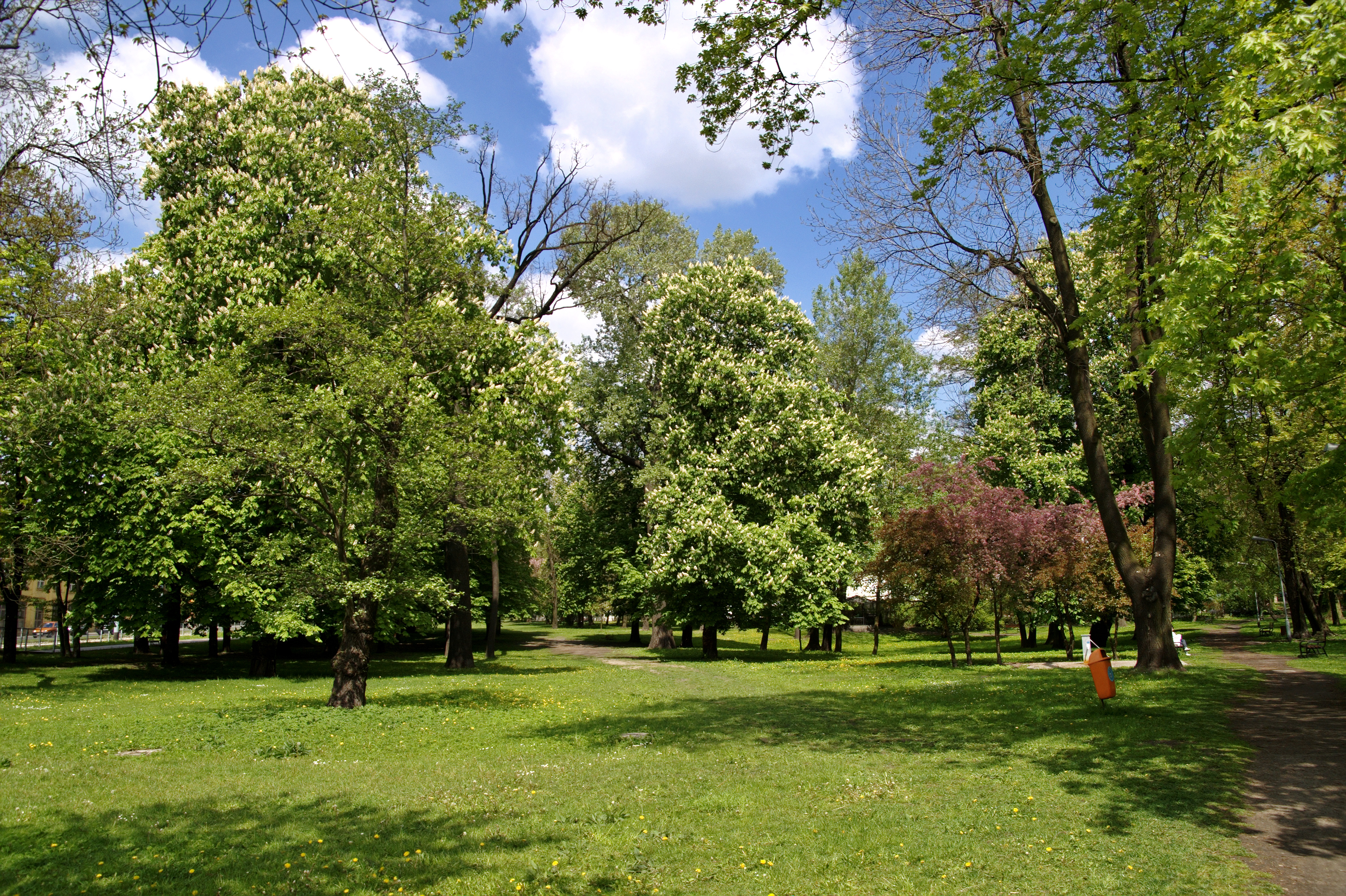
Park im. Jana Kilińskiego w Łodzi

## Pozostałe informacje
- W warszawskim Muzeum Cechu Rzemiosł Skórzanych można obejrzeć klamrę noszoną przy pasie przez Jana Kilińskiego, znalezioną w piwnicach jego domu przy Szerokim Dunaju 5[6].